# HIGH KICKS
HIGH KICKS（ハイ・キックス）は、THE BLUE HEARTSの5thアルバムである。

## 解説
「今までと違う方に、すごく力の抜けたリラックスした自分を置いてみようとした」と甲本。「反逆的なメッセージをモロに出すより、ポップ形式にして今までロックを聴いたことのない人に届く方が、有効なんじゃないか」とは真島の弁。
インディーズ時代から演奏されていた「TOO MUCH PAIN」がメジャーデビューから4年経って初音源化され収録されている。
2010年2月24日に、25周年企画の一環で、デジタル・リマスタリングを施して再発。

## 収録曲
| 全編曲: THE BLUE HEARTS。 |                                      |                                                       |       |
| #                         | タイトル                             | 作詞・作曲                                            | 時間  |
| 1.                        | 「皆殺しのメロディ」                 | 甲本ヒロト                                            | 2:07  |
| 2.                        | 「M・O・N・K・E・Y」                 | 甲本ヒロト                                            | 2:47  |
| 3.                        | 「心の救急車」                       | 河口純之助                                            | 4:52  |
| 4.                        | 「あの娘にタッチ」                   | 甲本ヒロト                                            | 3:10  |
| 5.                        | 「ホームラン」                       | 真島昌利                                              | 3:18  |
| 6.                        | 「泣かないで恋人よ」                 | 真島昌利                                              | 4:51  |
| 7.                        | 「THE ROLLING MAN」                  | 真島昌利                                              | 4:43  |
| 8.                        | 「東京ゾンビ（ロシアンルーレット）」 | 甲本ヒロト                                            | 2:42  |
| 9.                        | 「HAPPY BIRTHDAY」                   | - 河口純之助・甲本ヒロト（作詞） - 河口純之助（作曲） | 3:22  |
| 10.                       | 「闘う男」                           | 真島昌利                                              | 3:47  |
| 11.                       | 「ネオンサイン」                     | 甲本ヒロト                                            | 4:28  |
| 12.                       | 「TOO MUCH PAIN」                    | 真島昌利                                              | 6:57  |
| 13.                       | 「さすらいのニコチン野郎」           | 真島昌利                                              | 5:15  |
| 合計時間:                 | 合計時間:                            | 合計時間:                                             | 52:19 |

### 楽曲解説
1. 「皆殺しのメロディ」
「HIGH KICK TOUR」の一曲目に使用された。
2. 「M・O・N・K・E・Y」
当時、甲本が乗っていたバイクがホンダ・モンキーであり、自宅でその音を録音して曲に収録している。
3. 「心の救急車」
ライブで一度も演奏されなかった数少ない曲の中の一曲。
4. 「あの娘にタッチ」
シングルカットされている。PVはニューヨークで撮影された。
ライブでの曲紹介のときには「アソコが…」というのがお決まりだった。
5. 「ホームラン」
ライブで一度も演奏されなかった数少ない曲の中の一曲。真島いわく「（当時流行っていた）ノストラダムスや死後の世界を気にするより、今を生きる事の方が大切」というメッセージを込めているという。「隣のグラウンドでガキが野球をしていて、この中に21世紀（未来）のONがいるんだなって考える方が健康的。楽しいことだ」と。
6. 「泣かないで恋人よ」
「TOO MUCH PAIN」のカップリング曲。
7. 「THE ROLLING MAN」
8. 「東京ゾンビ（ロシアンルーレット）」
9. 「HAPPY BIRTHDAY」
河口が18、19歳ぐらいの頃、当時の彼女への誕生日プレゼントにした曲を元にして、歌詞を甲本と共作した。この曲をレコーディングしたのは梶原の誕生日（9月26日）だった。
10. 「闘う男」
11. 「ネオンサイン」
ライブで一度も演奏されなかった数少ない曲の中の一曲。
12. 「TOO MUCH PAIN」
デビュー前から歌われていた楽曲で、自主制作シングルCD「ブルーハーツのテーマ」に収録される予定だったが、実現せず。このアルバムに収録したのは「深い意味はない。忘れていた、に近い感覚」と真島。別テイクがベスト盤『EAST WEST SIDE STORY』（1995年）に収録されている。インディーズ時代から演奏されてきたバージョンとは全くの別物となっている。
13. 「さすらいのニコチン野郎」
THE BREAKERSの「BEATにしびれて」が原曲だが歌詞は全て刷新された。

## 参加ミュージシャン
THE BLUE HEARTS
- 甲本ヒロト - ボーカル
- 真島昌利 - ギター
- 河口純之助 - ベース
- 梶原徹也 - ドラム
- 白井幹夫 - キーボード (サポートメンバー)